# Saint-Philippe du Roule (stanice metra v Paříži)
Saint-Philippe du Roule je nepřestupní stanice pařížského metra na lince 9 v 8. obvodu v Paříži. Nachází se pod Avenue Franklin Delano Roosevelt, pod kterou vede linka metra.

## Historie
Stanice byla otevřena 27. května 1923 při prodloužení úseku linky mezi stanicemi Trocadéro a Saint-Augustin.

## Název
Jméno stanice pochází z názvu nedalekého kostela v ulici Rue du Faubourg-Saint-Honoré. V těchto místech se již ve středověku nacházela vesnice jménem Roule, která se stala v roce 1722 předměstím Paříže. V letech 1772–1784 byl na místě kaple sv. Jakuba a sv. Filipa vystavěn novoklasicistní kostel Saint-Philippe-du-Roule.